# Buckhaven
Buckhaven è una città della costa orientale del Fife, Scozia, sul Firth of Forth tra East Wemyss e Methil, spesso, chiamata dai suoi abitanti Buckhind o Buckhine; ha una popolazione di 16.391 abitanti (censimento 2001).
Buckhaven è stata nel XIX secolo un fiorente villaggio marinaro e un importante porto per la pesca con una flotta di 198 imbarcazioni nel 1831.
Con il declino della pesca furono sviluppate alcune miniere di carbone. Attualmente Buckhaven è inserita nelle aree di recupero sociale ed economico del Fife.